# Казанское экономическое общество
Императорское Казанское экономическое общество — общественная организация в Российской империи, созданная с целью содействия развитию сельского хозяйства, промышленности и торговли, народного здравоохранения в Волго-Камском крае.
Было создано в 1839 году по инициативе президента Вольного экономического общества графа Н. С. Мордвинова. В числе учредителей были: Н. Д. Булыгин, П. И. Еремеев, Н. И. Лобачевский, М. Н. Мусин-Пушкин, А. К. Пирх, С. С. Стрекалов, К. Ф. Фукс; утверждено императором 21 ноября.
Общество возглавлялось президентским советом в составе президента, вице-президента (с 1869), председателей отделений, секретаря, казначея. Первоначально общество состояло из 5 отделений: внутреннего управления, по части учёной, сельского домоводства и усовершенствованного земледелия, рукоделия всякого рода и торговли, попечительного о сохранении здоровья человеческого и всяких домашних животных.
Существовало на средства от членских взносов, частных пожертвований, субсидий губернской администрации, земства и других учреждений. В начальный период своего существования общество получало от Вольного экономического общества: единовременно, а затем ежегодно (до 1842 года) по 4000 рублей ассигнациями. Первая субсидия позволила в 1840 году открыть при обществе депо земледельческих орудий и машин, а также библиотеку и спроектировать показательные учебные фермы. Депо и библиотека пострадали в августе 1842 года во время казанского пожара и были восстановлены только в 1853 году — в специально нанятом помещении, где стали проходить и собрания общества до 1863 года.
С 1854 года издавались «Записки Императорского Казанского экономического общества», до 1860 года — ежемесячно, затем — по мере финансовых возможностей.
Казанское экономическое общество стало инициатором проведения ряда выставок. Первые региональные сельскохозяйственные выставки в Казани были организованы именно членами этого общества. В 1842 году прошла губернская выставка «произведений земли, скота и произведений сельских ремёсел», в 1847-м — II Казанская выставка сельских произведений. Казанское экономическое общество способствовало участию Казанской губернии в выставках, которые были организованы в Москве, Петербурге и других регионах. В 1852 году на Московскую сельскохозяйственную выставку Казанское экономическое общество направило собранные им «предметы сельского хозяйства» и делегировало своих членов — Н. Лобачевского, Н. Депрейса, В. Обухова, Х. Нейкова и князя Давида Дадиани для участия в ней.
В 1868 году был принят Устав, на основании которого общество стало состоять из 3 отделений: сельскохозяйственного, мануфактурно-технического и медицинского.
В 1894 году были учреждены практические курсы по пчеловодству и садоводству.
В 1879 году в обществе было 109 членов; в разные годы его членами были: С. Е. Александров, М. М. и Х. М. Апанаевы, И. К. Бабст, В. К. Бечко-Друзинч, А. М. Бутлеров, Н. П. Вагнер, М. Я. Киттары, Д. А. Корсаков, А. А. Крупеников, Ю. А. Микшевич, И. Мустафин, С. В. Пахман, А. Т. Соловьёв, И. Я. Тверитин, А. С. Унженин, А. К. Чугунов, Г. Юнусов и другие.
Президентами общества до 1878 года были казанские губернаторы, затем — предводители дворянства: в 1878—1888 годах — А. Г. Осокин, в 1888—1897 годах — С. Н. Теренин, в 1897—1905 годах — Н. Д. Сазонов. С 1905 года президентом Казанского экономического общества был А. И. Косич.
Общество существовало до 1901 года.